# Церква святого архистратига Михаїла (Рошнів)
Церква святого архистратига Михаїла в Рошневі — парафія і храм греко-католицької громади Української греко-католицької церкви в селі Рошнів Тисменицької громади Івано-Франківського району Івано-Франківської области.

## Історія
Храм збудований близько 1720 року, відремонтований і розширений в 1892 році. Дерев'яний парафіяльний будинок збудований в 1865 році. Метричні книги велися з 1785 року.
Парафія належала до Тисменицького та Єзупільського (з [1891]) деканатів.
Кількість парафія: 1886 — 953, 1896 — 1.134, 1906 — 1.343, 1914 — 1.485, 1927 — 1.573, 1938 — 1.420.

## Парохи
- о. Стефан Флоріянський (1851—1889)[1],
- о. Йосиф Кисілевський (1889—1905)[1],
- о. Михайло Ганькевич (1905—1907, адміністратор)[1],
- о. Матей Велигорський (1907—1920+)[1],
- о. Тарас Теофіл Турфіманович (1921—1928)[1],
- о. Іван Блавацький (1928—1929)[1],
- о. Микола Волянський (1929—1931, адміністратор)[1],
- о. Ярослав Гавацький (1932—[1938])[1],
- о. Микола Данилюк — нині[2].